# بیل‌گردانی

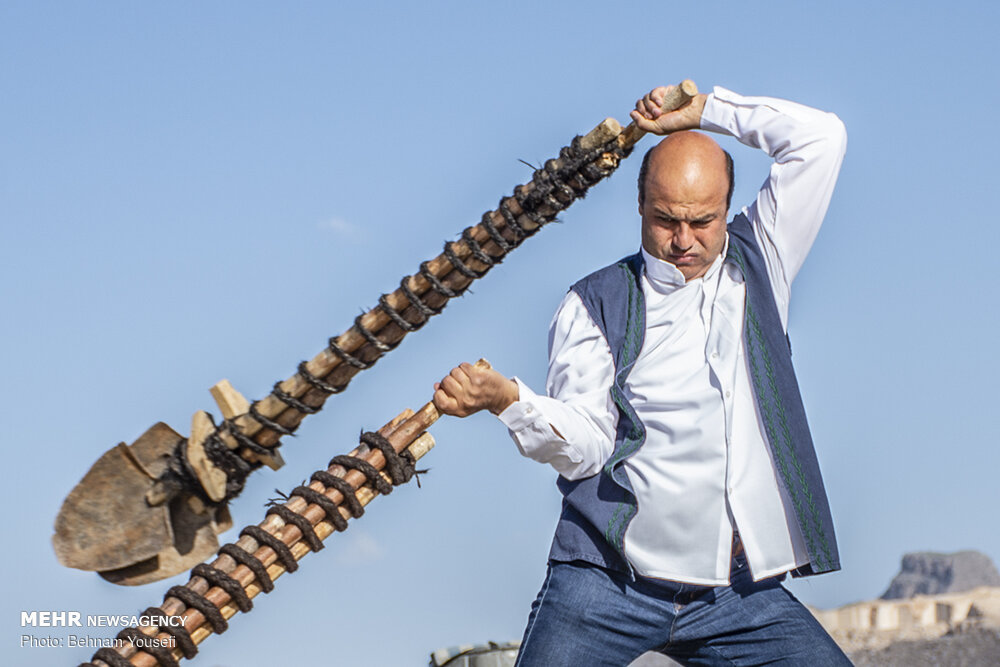
تصویر یکی از پهلوانان بیل‌گردانی در شهر نیم‌ور

جشن بیل‌گردانی که در منطقه نیم‌ور  مرسوم است و از جشن‌های باستانی و پهلوانی محسوب می‌شود، ارتباط تنگاتنگی با کشاورزی و زمان آبیاری مزارع این منطقه حاصلخیز دارد و نشانه‌ای از ستیز انسان با طبیعت محسوب می‌شود. زمان این جشن در آغاز فصل زراعت بهاره بوده و گروهی از مردان کشاورز برای لایروبی شاجوب یا نهر بزرگ نیم ور که از محل سر انحرافی باستانی نیمور از رودخانه انارآباد (قمرود) اقدام می‌کنند. این عملیات لایروبی تا یک‌ماه به طول می‌انجامد و هنگامی که آب نهر به نخستین انشعاب خود که در زبان محلی وارگو نامیده می‌شود می‌رسد، مردم منطقه جشنی سنتی که یادگار سنت‌های پهلوانی است، برگزار می‌کنند. این مراسم که بیل‌گردانی نام دارد، در میدان اصلی نیم ور انجام می‌شود. که از سال ۸۹ به عنوان میراث معنوی کشور به ثبت رسیده است.

## پیشینه
این آیین که نزدیک به ۲۰۰۰ سال قدمت دارد. این آیین به عنوان نمادی برای تشکر از آناهیتا الههٔ آب بوده که از زمان زرتشتیان، باقی‌مانده است. این آیین هم ریشه در فرهنگ آب و آبیاری دارد و هم در قدیم نمادی برای نشان‌دادن زور و پهلوانی به دشمنان بوده‌است. مردم نیم‌ور عقیده دارند این بازی آیینی، به برکت و زیادی آب کمک می‌کند.

## لایروبی

نقاشی تاریخی از مراسم لایروبی مردم نیم‌ور

در میان کشاورزان این منطقه از زمان پیشینیان رسم بوده که هر سال در مواقعی که گل و لای مسیر جوی‌های آب که از شعبه‌های رودخانهٔ قم‌رود می‌باشد را مسدود می‌کرده یا در ماه اسفند اوایل فصل بهار که رشد گیاهان و علف‌های هرز باعث سختی آبرسانی به مزارع این شهر می‌شده، با اعلام بزرگان شهر، مردم در مسجد جامع جمع شده و با کمک یکدیگر به پاکسازی حریم جوی می‌پردازند. این رسم قدیمی هنوز هم در این شهر اجرا می‌گردد.

## برپایی آیین

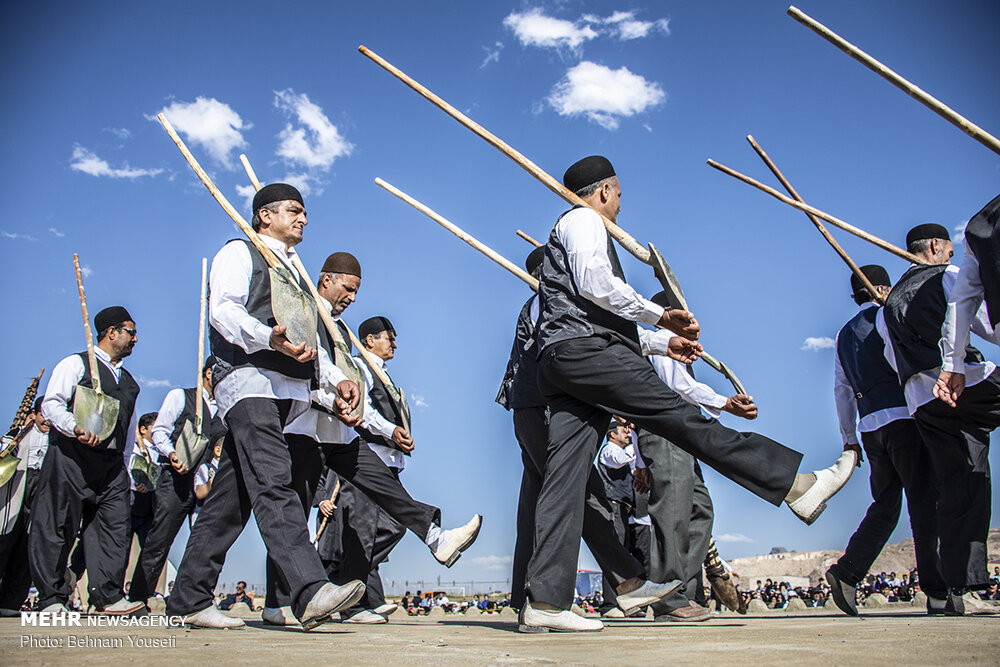
تصویری از رژه و صف آرایی سنتی مردم (قبل از لایروبی قنات) در مراسم بیل‌گردانی شهر نیم‌ور

بعد از اتمام لایروبی که چندین روز طول می‌کشیده، اهالی به جشن و سرور می‌پرداختند و آیین بیل‌گردانی را برپا می‌کردند. قبل از شروع مراسم بیل گردانی، لایروبان همراه با بیل‌های خود تا محل برگزاری جشن که بر روی سکویی مخصوصی در مرکز نیمور است، اقدام به رژه رفتن می‌کنند.
در آیین بیل‌گردانی، در طرفی ۴ بیل را به هم و در طرف دیگر ۳ بیل را به هم گره می‌زدند.
حوه چرخاندن بیل‌ها به دور سرچنان است که بیل‌های دست راست به چپ می‌چرخانند از آغاز تا پایان بیل‌گردانی پای راست را جلو می‌گذارند و باید تعادل بیل و خودشان را حفظ کنند. تماشاچیان نیز به تشویق می‌پردازند. اما اگر کسی تعادلش را از دست بدهد یا بیل‌ها به هم برخورد کند مورد تمسخر حاضران قرار می‌گیرد و همه او را به رسم قدیمی هو می‌کنند.

## ثبت ملی
این آیین قدیمی در سال ۱۳۸۶ در فهرست ملی میراث معنوی ثبت شده‌است.